# Boronubaen
Boronubaen is een bestuurslaag in het regentschap Timor Tengah Utara van de provincie Oost-Nusa Tenggara, Indonesië. Boronubaen telt 2370 inwoners (volkstelling 2010).